# Élections américaines de la Chambre des représentants de 2010
En 2010, les élections à la Chambre des représentants des États-Unis ont eu lieu le 2 novembre pour renouveler 435 sièges.
Ces élections se déroulent en même temps que des élections gouvernatoriales et élections sénatoriales, lors des premières élections de mi-mandat du président Barack Obama.

## Contexte
Les démocrates contrôlent la Chambre des représentants depuis les élections de mi-mandat de 2006, marquées par l'impopularité de George W. Bush. Depuis les élections de 2008, parallèles à l'élection de Barack Obama à la présidence, les démocrates disposent d'une avance de 79 sièges (257 contre 178).
Malgré un plan de relance adopté en 2009 de 789 milliards USD, le chômage atteint 10 % de la population active, un niveau record depuis la Grande Dépression. L'économie et l'emploi sont pour six électeurs sur dix le principal problème aux États-Unis. Promesse de campagne d'Obama, le Patient Protection and Affordable Care Act est promulgué mais cette réforme de santé est rejetée par la majorité des Américains. Barack Obama est lui-même impopulaire, à environ 40 % d'opinions favorables.
Au sein de l'électorat républicain, se développe le Tea Party qui s'oppose à la dette élevée et aux déficits budgétaires. Ses candidats sont souvent ultra-conservateurs et affrontent des républicains plus modérés lors des primaires. Selon les sondages d'octobre, les républicains sont en mesure de remporter la majorité à la Chambre des représentants.

## Résultats
Le Grand Old Party reprend le contrôle de la Chambre des représentants, en prenant 63 sièges aux démocrates. Si les élections de mi-mandats sont généralement défavorables au parti du président en place, ces élections sont qualifiées d'historiques ou de « vague républicaine ». La Chambre n'avait pas vu une telle bascule depuis 1948, lorsque les démocrates prirent 75 sièges aux républicains. Avec 242 représentants, les républicains obtiennent leur plus importante majorité depuis 1928.
À l'issue des élections, le républicain John Boehner devient président de la Chambre des représentants, succédant à la démocrate Nancy Pelosi.
Dans les autres élections se tenant le même jour, les républicains remportent autant de victoires : ils prennent six sièges aux démocrates au Sénat, des dizaines de postes de gouverneur et contrôlent désormais 54 législatures d'État.

## Résultats par district
| État                 | District Cong. | Représentant sortant      | Parti | Parti       | Représentant élu         | Parti | Parti       |
| -------------------- | -------------- | ------------------------- | ----- | ----------- | ------------------------ | ----- | ----------- |
| Alabama              | 1er district   | Joe Bonner                |       | Républicain | Joe Bonner               |       | Républicain |
| Alabama              | 2e district    | Bobby Bright              |       | Démocrate   | Martha Roby              |       | Républicain |
| Alabama              | 3e district    | Mike Rogers               |       | Républicain | Mike Rogers              |       | Républicain |
| Alabama              | 4e district    | Robert Aderholt           |       | Républicain | Robert Aderholt          |       | Républicain |
| Alabama              | 5e district    | Parker Griffith           |       | Républicain | Mo Brooks                |       | Républicain |
| Alabama              | 6e district    | Spencer Bachus            |       | Républicain | Gary Palmer              |       | Républicain |
| Alabama              | 7e district    | Artur Davis               |       | Démocrate   | Terri Sewell             |       | Démocrate   |
| Alaska               | District       | Don Young                 |       | Républicain | Don Young                |       | Républicain |
| Arizona              | 1er district   | Ann Kirkpatrick           |       | Démocrate   | Paul Gosar               |       | Républicain |
| Arizona              | 2e district    | Trent Franks              |       | Républicain | Trent Franks             |       | Républicain |
| Arizona              | 3e district    | John Shadegg              |       | Républicain | Ben Quayle               |       | Républicain |
| Arizona              | 4e district    | Ed Pastor                 |       | Démocrate   | Ed Pastor                |       | Démocrate   |
| Arizona              | 5e district    | Harry Mitchell            |       | Démocrate   | David Schweikert         |       | Républicain |
| Arizona              | 6e district    | Jeff Flake                |       | Républicain | Jeff Flake               |       | Républicain |
| Arizona              | 7e district    | Raúl Grijalva             |       | Démocrate   | Raúl Grijalva            |       | Démocrate   |
| Arizona              | 8e district    | Gabrielle Giffords        |       | Démocrate   | Gabrielle Giffords       |       | Démocrate   |
| Arkansas             | 1er district   | Robert Marion Berry       |       | Démocrate   | Rick Crawford            |       | Républicain |
| Arkansas             | 2e district    | Vic Snyder                |       | Démocrate   | Tim Griffin              |       | Républicain |
| Arkansas             | 3e district    | John Boozman              |       | Républicain | Steve Womack             |       | Républicain |
| Arkansas             | 4e district    | Mike Ross                 |       | Démocrate   | Mike Ross                |       | Démocrate   |
| Californie           | 1er district   | Mike Thompson             |       | Démocrate   | Mike Thompson            |       | Démocrate   |
| Californie           | 2e district    | Wally Herger              |       | Républicain | Wally Herger             |       | Républicain |
| Californie           | 2e district    | Dan Lungren               |       | Républicain | Dan Lungren              |       | Républicain |
| Californie           | 4e district    | Tom McClintock            |       | Républicain | Tom McClintock           |       | Républicain |
| Californie           | 5e district    | Doris Matsui              |       | Démocrate   | Doris Matsui             |       | Démocrate   |
| Californie           | 6e district    | Lynn Woolsey              |       | Démocrate   | Lynn Woolsey             |       | Démocrate   |
| Californie           | 7e district    | George Miller             |       | Démocrate   | George Miller            |       | Démocrate   |
| Californie           | 8e district    | Nancy Pelosi              |       | Démocrate   | Nancy Pelosi             |       | Démocrate   |
| Californie           | 9e district    | Barbara Lee               |       | Démocrate   | Barbara Lee              |       | Démocrate   |
| Californie           | 10e district   | John Garamendi            |       | Démocrate   | John Garamendi           |       | Démocrate   |
| Californie           | 11e district   | Jerry McNerney            |       | Démocrate   | Jerry McNerney           |       | Démocrate   |
| Californie           | 12e district   | Jackie Speier             |       | Démocrate   | Jackie Speier            |       | Démocrate   |
| Californie           | 13e district   | Pete Stark                |       | Démocrate   | Pete Stark               |       | Démocrate   |
| Californie           | 14e district   | Anna Eshoo                |       | Démocrate   | Anna Eshoo               |       | Démocrate   |
| Californie           | 15e district   | Mike Honda                |       | Démocrate   | Mike Honda               |       | Démocrate   |
| Californie           | 16e district   | Zoe Lofgren               |       | Démocrate   | Zoe Lofgren              |       | Démocrate   |
| Californie           | 17e district   | Sam Farr                  |       | Démocrate   | Sam Farr                 |       | Démocrate   |
| Californie           | 18e district   | Denis Cardoza             |       | Démocrate   | Denis Cardoza            |       | Démocrate   |
| Californie           | 19e district   | George Radanovich         |       | Républicain | Jeff Denham              |       | Républicain |
| Californie           | 20e district   | Jim Costa                 |       | Démocrate   | Jim Costa                |       | Démocrate   |
| Californie           | 21e district   | Devin Nunes               |       | Républicain | Devin Nunes              |       | Républicain |
| Californie           | 22e district   | Kevin McCarthy            |       | Républicain | Kevin McCarthy           |       | Républicain |
| Californie           | 23e district   | Lois Capps                |       | Démocrate   | Lois Capps               |       | Démocrate   |
| Californie           | 24e district   | Elton Gallegly            |       | Républicain | Elton Gallegly           |       | Républicain |
| Californie           | 25e district   | Howard McKeon             |       | Républicain | Howard McKeon            |       | Républicain |
| Californie           | 26e district   | David Dreier              |       | Républicain | David Dreier             |       | Républicain |
| Californie           | 27e district   | Brad Sherman              |       | Démocrate   | Brad Sherman             |       | Démocrate   |
| Californie           | 28e district   | Howard Berman             |       | Démocrate   | Howard Berman            |       | Démocrate   |
| Californie           | 29e district   | Adam Schiff               |       | Démocrate   | Adam Schiff              |       | Démocrate   |
| Californie           | 30e district   | Henry Waxman              |       | Démocrate   | Henry Waxman             |       | Démocrate   |
| Californie           | 31e district   | Xavier Becerra            |       | Démocrate   | Xavier Becerra           |       | Démocrate   |
| Californie           | 32e district   | Judy Chu                  |       | Démocrate   | Judy Chu                 |       | Démocrate   |
| Californie           | 33e district   | Diane Watson              |       | Démocrate   | Karen Bass               |       | Démocrate   |
| Californie           | 34e district   | Lucille Roybal-Allard     |       | Démocrate   | Lucille Roybal-Allard    |       | Démocrate   |
| Californie           | 35e district   | Maxine Waters             |       | Démocrate   | Maxine Waters            |       | Démocrate   |
| Californie           | 36e district   | Jane Harman               |       | Démocrate   | Jane Harman              |       | Démocrate   |
| Californie           | 37e district   | Laura Richardson          |       | Démocrate   | Laura Richardson         |       | Démocrate   |
| Californie           | 38e district   | Grace Napolitano          |       | Démocrate   | Grace Napolitano         |       | Démocrate   |
| Californie           | 39e district   | Linda Sánchez             |       | Démocrate   | Linda Sánchez            |       | Démocrate   |
| Californie           | 40e district   | Ed Royce                  |       | Républicain | Ed Royce                 |       | Républicain |
| Californie           | 41e district   | Jerry Lewis               |       | Républicain | Jerry Lewis              |       | Républicain |
| Californie           | 42e district   | Gary Miller               |       | Républicain | Gary Miller              |       | Républicain |
| Californie           | 43e district   | Joe Baca                  |       | Démocrate   | Joe Baca                 |       | Démocrate   |
| Californie           | 44e district   | Ken Calvert               |       | Républicain | Ken Calvert              |       | Républicain |
| Californie           | 45e district   | Mary Bono                 |       | Républicain | Mary Bono                |       | Républicain |
| Californie           | 46e district   | Dana Rohrabacher          |       | Républicain | Dana Rohrabacher         |       | Républicain |
| Californie           | 47e district   | Loretta Sánchez           |       | Démocrate   | Loretta Sánchez          |       | Démocrate   |
| Californie           | 48e district   | John Campbell             |       | Républicain | John Campbell            |       | Républicain |
| Californie           | 49e district   | Darrell Issa              |       | Républicain | Darrell Issa             |       | Républicain |
| Californie           | 50e district   | Brian Bilbray             |       | Républicain | Brian Bilbray            |       | Républicain |
| Californie           | 51e district   | Bob Filner                |       | Démocrate   | Bob Filner               |       | Démocrate   |
| Californie           | 52e district   | Duncan D. Hunter          |       | Républicain | Duncan D. Hunter         |       | Républicain |
| Californie           | 53e district   | Susan Davis               |       | Démocrate   | Susan Davis              |       | Démocrate   |
| Caroline du Nord     | 1er district   | G. K. Butterfield         |       | Démocrate   | G. K. Butterfield        |       | Démocrate   |
| Caroline du Nord     | 2e district    | Bob Etheridge             |       | Démocrate   | Renee Ellmers            |       | Républicain |
| Caroline du Nord     | 3e district    | Walter Jones              |       | Républicain | Walter Jones             |       | Républicain |
| Caroline du Nord     | 4e district    | David Price               |       | Démocrate   | David Price              |       | Démocrate   |
| Caroline du Nord     | 5e district    | Virginia Foxx             |       | Républicain | Virginia Foxx            |       | Républicain |
| Caroline du Nord     | 6e district    | Howard Coble              |       | Républicain | Howard Coble             |       | Républicain |
| Caroline du Nord     | 7e district    | Mike McIntyre             |       | Démocrate   | Mike McIntyre            |       | Démocrate   |
| Caroline du Nord     | 8e district    | Larry Kissell             |       | Démocrate   | Larry Kissell            |       | Démocrate   |
| Caroline du Nord     | 9e district    | Sue Myrick                |       | Républicain | Sue Myrick               |       | Républicain |
| Caroline du Nord     | 10e district   | Patrick T. McHenry        |       | Républicain | Patrick T. McHenry       |       | Républicain |
| Caroline du Nord     | 11e district   | Heath Shuler              |       | Démocrate   | Heath Shuler             |       | Démocrate   |
| Caroline du Nord     | 12e district   | Mel Watt                  |       | Démocrate   | Mel Watt                 |       | Démocrate   |
| Caroline du Nord     | 13e district   | Brad Miller               |       | Démocrate   | Brad Miller              |       | Démocrate   |
| Caroline du Sud      | 1er district   | Henry Brown Jr.           |       | Républicain | Tim Scott                |       | Républicain |
| Caroline du Sud      | 2e district    | Joe Wilson                |       | Républicain | Joe Wilson               |       | Républicain |
| Caroline du Sud      | 3e district    | Gresham Barrett           |       | Républicain | Jeff Duncan              |       | Républicain |
| Caroline du Sud      | 4e district    | Bob Inglis                |       | Républicain | Trey Gowdy               |       | Républicain |
| Caroline du Sud      | 5e district    | John Spratt               |       | Démocrate   | Mick Mulvaney            |       | Républicain |
| Caroline du Sud      | 6e district    | Jim Clyburn               |       | Démocrate   | Jim Clyburn              |       | Démocrate   |
| Colorado             | 1er district   | Diana DeGette             |       | Démocrate   | Diana DeGette            |       | Démocrate   |
| Colorado             | 2e district    | Jared Polis               |       | Démocrate   | Jared Polis              |       | Démocrate   |
| Colorado             | 3e district    | John Salazar              |       | Démocrate   | Scott Tipton             |       | Républicain |
| Colorado             | 4e district    | Besty Markey              |       | Démocrate   | Cory Gardner             |       | Républicain |
| Colorado             | 5e district    | Doug Lamborn              |       | Républicain | Doug Lamborn             |       | Républicain |
| Colorado             | 6e district    | Mike Coffman              |       | Républicain | Mike Coffman             |       | Républicain |
| Colorado             | 7e district    | Ed Perlmutter             |       | Démocrate   | Ed Perlmutter            |       | Démocrate   |
| Connecticut          | 1er district   | John Larson               |       | Démocrate   | John Larson              |       | Démocrate   |
| Connecticut          | 2e district    | Joe Courtney              |       | Démocrate   | Joe Courtney             |       | Démocrate   |
| Connecticut          | 3e district    | Rosa DeLauro              |       | Démocrate   | Rosa DeLauro             |       | Démocrate   |
| Connecticut          | 4e district    | Jim Himes                 |       | Démocrate   | Jim Himes                |       | Démocrate   |
| Connecticut          | 5e district    | Chris Murphy              |       | Démocrate   | Chris Murphy             |       | Démocrate   |
| Dakota du Nord       | District       | Earl Pomeroy              |       | Démocrate   | Rick Berg                |       | Républicain |
| Dakota du Sud        | District       | Stephanie Herseth Sandlin |       | Démocrate   | Kristi Noem              |       | Républicain |
| Delaware             | District       | Michael Castle            |       | Républicain | John Carney              |       | Démocrate   |
| Floride              | 1er district   | Jeff Miller               |       | Républicain | Jeff Miller              |       | Républicain |
| Floride              | 2e district    | Allen Boyd                |       | Démocrate   | Steve Southerland        |       | Républicain |
| Floride              | 3e district    | Corrine Brown             |       | Démocrate   | Corrine Brown            |       | Démocrate   |
| Floride              | 4e district    | Ander Crenshaw            |       | Républicain | Ander Crenshaw           |       | Républicain |
| Floride              | 5e district    | Ginny Brown-Waite         |       | Républicain | Rich Nugent              |       | Républicain |
| Floride              | 6e district    | Cliff Stearns             |       | Républicain | Cliff Stearns            |       | Républicain |
| Floride              | 7e district    | John Mica                 |       | Républicain | John Mica                |       | Républicain |
| Floride              | 8e district    | Alan Grayson              |       | Démocrate   | Dan Webster              |       | Républicain |
| Floride              | 9e district    | Gus Bilirakis             |       | Républicain | Gus Bilirakis            |       | Républicain |
| Floride              | 10e district   | Bill Young                |       | Républicain | Bill Young               |       | Républicain |
| Floride              | 11e district   | Kathy Castor              |       | Démocrate   | Kathy Castor             |       | Démocrate   |
| Floride              | 12e district   | Adam Putnam               |       | Républicain | Dennis A. Ross           |       | Républicain |
| Floride              | 13e district   | Vern Buchanan             |       | Républicain | Vern Buchanan            |       | Républicain |
| Floride              | 14e district   | Connie Mack IV            |       | Républicain | Connie Mack IV           |       | Républicain |
| Floride              | 15e district   | Bill Posey                |       | Républicain | Bill Posey               |       | Républicain |
| Floride              | 16e district   | Tom Rooney                |       | Républicain | Tom Rooney               |       | Républicain |
| Floride              | 17e district   | Kendrick Meek             |       | Démocrate   | Frederica Wilson         |       | Démocrate   |
| Floride              | 18e district   | Ileana Ros-Lehtinen       |       | Républicain | Ileana Ros-Lehtinen      |       | Républicain |
| Floride              | 19e district   | Ted Deutch                |       | Démocrate   | Ted Deutch               |       | Démocrate   |
| Floride              | 20e district   | Debbie Wasserman Schultz  |       | Démocrate   | Debbie Wasserman Schultz |       | Démocrate   |
| Floride              | 21e district   | Lincoln Díaz-Balart       |       | Républicain | Mario Díaz-Balart        |       | Républicain |
| Floride              | 22e district   | Ron Klein                 |       | Démocrate   | Allen West               |       | Républicain |
| Floride              | 23e district   | Alcee Hastings            |       | Démocrate   | Alcee Hastings           |       | Démocrate   |
| Floride              | 24e district   | Suzanne Kosmas            |       | Démocrate   | Sandy Adams              |       | Républicain |
| Floride              | 25e district   | Mario Díaz-Balart         |       | Républicain | David Rivera             |       | Républicain |
| Géorgie              | 1er district   | Jack Kingston             |       | Républicain | Jack Kingston            |       | Républicain |
| Géorgie              | 2e district    | Sanford Bishop            |       | Démocrate   | Sanford Bishop           |       | Démocrate   |
| Géorgie              | 3e district    | Lynn Westmoreland         |       | Républicain | Lynn Westmoreland        |       | Républicain |
| Géorgie              | 4e district    | Hank Johnson              |       | Démocrate   | Hank Johnson             |       | Démocrate   |
| Géorgie              | 5e district    | John Lewis                |       | Démocrate   | John Lewis               |       | Démocrate   |
| Géorgie              | 6e district    | Tom Price                 |       | Républicain | Tom Price                |       | Républicain |
| Géorgie              | 7e district    | John Linder               |       | Républicain | Rob Woodall              |       | Républicain |
| Géorgie              | 8e district    | Jim Marshall              |       | Démocrate   | Austin Scott             |       | Républicain |
| Géorgie              | 9e district    | Tom Graves                |       | Républicain | Tom Graves               |       | Républicain |
| Géorgie              | 10e district   | Paul Broun                |       | Républicain | Paul Broun               |       | Républicain |
| Géorgie              | 11e district   | Phil Gingrey              |       | Républicain | Phil Gingrey             |       | Républicain |
| Géorgie              | 12e district   | John Barrow               |       | Démocrate   | John Barrow              |       | Démocrate   |
| Géorgie              | 13e district   | David Scott               |       | Démocrate   | David Scott              |       | Démocrate   |
| Hawaï                | 1er district   | Charles Djou              |       | Républicain | Colleen Hanabusa         |       | Démocrate   |
| Hawaï                | 2e district    | Mazie Hirono              |       | Démocrate   | Mazie Hirono             |       | Démocrate   |
| Idaho                | 1er district   | Walt Minnick              |       | Démocrate   | Raúl Labrador            |       | Républicain |
| Idaho                | 2e district    | Mike Simpson              |       | Républicain | Mike Simpson             |       | Républicain |
| Illinois             | 1er district   | Bobby Rush                |       | Démocrate   | Bobby Rush               |       | Démocrate   |
| Illinois             | 2e district    | Jesse Jackson, Jr.        |       | Démocrate   | Jesse Jackson, Jr.       |       | Démocrate   |
| Illinois             | 3e district    | Dan Lipinski              |       | Démocrate   | Dan Lipinski             |       | Démocrate   |
| Illinois             | 4e district    | Luis Gutiérrez            |       | Démocrate   | Luis Gutiérrez           |       | Démocrate   |
| Illinois             | 5e district    | Michael Quingley          |       | Démocrate   | Michael Quingley         |       | Démocrate   |
| Illinois             | 6e district    | Peter Roskam              |       | Républicain | Peter Roskam             |       | Républicain |
| Illinois             | 7e district    | Danny Davis               |       | Démocrate   | Danny Davis              |       | Démocrate   |
| Illinois             | 8e district    | Melissa Bean              |       | Démocrate   | Joe Walsh                |       | Républicain |
| Illinois             | 9e district    | Jan Schakowsky            |       | Démocrate   | Jan Schakowsky           |       | Démocrate   |
| Illinois             | 10e district   | Mark Kirk                 |       | Républicain | Bob Dold                 |       | Républicain |
| Illinois             | 11e district   | Debbie Halvorson          |       | Démocrate   | Adam Kinzinger           |       | Républicain |
| Illinois             | 12e district   | Jerry Costello            |       | Démocrate   | Jerry Costello           |       | Démocrate   |
| Illinois             | 13e district   | Judy Biggert              |       | Républicain | Judy Biggert             |       | Républicain |
| Illinois             | 14e district   | Bill Foster               |       | Démocrate   | Randy Hultgren           |       | Républicain |
| Illinois             | 15e district   | Tim Johnson               |       | Républicain | Tim Johnson              |       | Républicain |
| Illinois             | 16e district   | Donald Manzullo           |       | Républicain | Donald Manzullo          |       | Républicain |
| Illinois             | 17e district   | Phil Hare                 |       | Démocrate   | Bobby Schilling          |       | Républicain |
| Illinois             | 18e district   | Aaron Schock              |       | Républicain | Aaron Schock             |       | Républicain |
| Illinois             | 19e district   | John Shimkus              |       | Républicain | John Shimkus             |       | Républicain |
| Indiana              | 1er district   | Pete Visclosky            |       | Démocrate   | Pete Visclosky           |       | Démocrate   |
| Indiana              | 2e district    | Joe Donnelly              |       | Démocrate   | Joe Donnelly             |       | Démocrate   |
| Indiana              | 3e district    | Mark Souder               |       | Républicain | Marlin Stutzman          |       | Républicain |
| Indiana              | 4e district    | Steve Buyer               |       | Républicain | Todd Rokita              |       | Républicain |
| Indiana              | 5e district    | Dan Burton                |       | Républicain | Dan Burton               |       | Républicain |
| Indiana              | 6e district    | Mike Pence                |       | Républicain | Mike Pence               |       | Républicain |
| Indiana              | 7e district    | André Carson              |       | Démocrate   | André Carson             |       | Démocrate   |
| Indiana              | 8e district    | Brad Ellsworth            |       | Démocrate   | Larry Bucshon            |       | Républicain |
| Indiana              | 9e district    | Baron Hill                |       | Démocrate   | Todd Young               |       | Républicain |
| Iowa                 | 1er district   | Bruce Braley              |       | Démocrate   | Bruce Braley             |       | Démocrate   |
| Iowa                 | 2e district    | Dave Loebsack             |       | Démocrate   | Dave Loebsack            |       | Démocrate   |
| Iowa                 | 3e district    | Leonard Boswell           |       | Démocrate   | Leonard Boswell          |       | Démocrate   |
| Iowa                 | 4e district    | Tom Latham                |       | Républicain | Tom Latham               |       | Républicain |
| Iowa                 | 5e district    | Steve King                |       | Républicain | Steve King               |       | Républicain |
| Kansas               | 1er district   | Jerry Moran               |       | Républicain | Tim Huelskamp            |       | Républicain |
| Kansas               | 2e district    | Lynn Jenkins              |       | Républicain | Lynn Jenkins             |       | Républicain |
| Kansas               | 3e district    | Dennis Moore              |       | Démocrate   | Kevin Yoder              |       | Républicain |
| Kansas               | 4e district    | Todd Tiahrt               |       | Républicain | Mike Pompeo              |       | Républicain |
| Kentucky             | 1er district   | Ed Whitfield              |       | Républicain | Ed Whitfield             |       | Républicain |
| Kentucky             | 2e district    | Brett Guthrie             |       | Républicain | Brett Guthrie            |       | Républicain |
| Kentucky             | 3e district    | John Yarmuth              |       | Démocrate   | John Yarmuth             |       | Démocrate   |
| Kentucky             | 4e district    | Geoff Davis               |       | Républicain | Geoff Davis              |       | Républicain |
| Kentucky             | 5e district    | Hal Rogers                |       | Républicain | Hal Rogers               |       | Républicain |
| Kentucky             | 6e district    | Ben Chandler              |       | Démocrate   | Ben Chandler             |       | Démocrate   |
| Louisiane            | 1er district   | Steve Scalise             |       | Républicain | Steve Scalise            |       | Républicain |
| Louisiane            | 2e district    | Joseph Cao                |       | Républicain | Cedric Richmond          |       | Démocrate   |
| Louisiane            | 3e district    | Charlie Melancon          |       | Démocrate   | Jeff Landry              |       | Républicain |
| Louisiane            | 4e district    | John Fleming              |       | Républicain | John Fleming             |       | Républicain |
| Louisiane            | 5e district    | Rodney Alexander          |       | Républicain | Rodney Alexander         |       | Républicain |
| Louisiane            | 6e district    | Bill Cassidy              |       | Républicain | Bill Cassidy             |       | Républicain |
| Louisiane            | 7e district    | Charles Boustany          |       | Républicain | Charles Boustany         |       | Républicain |
| Maine                | 1er district   | Chellie Pingree           |       | Démocrate   | Chellie Pingree          |       | Démocrate   |
| Maine                | 2e district    | Mike Michaud              |       | Démocrate   | Mike Michaud             |       | Démocrate   |
| Maryland             | 1er district   | Frank Kratovil            |       | Démocrate   | Andrew Harris            |       | Républicain |
| Maryland             | 2e district    | Dutch Ruppersberger       |       | Démocrate   | Dutch Ruppersberger      |       | Démocrate   |
| Maryland             | 3e district    | John Sarbanes             |       | Démocrate   | John Sarbanes            |       | Démocrate   |
| Maryland             | 4e district    | Donna Edwards             |       | Démocrate   | Donna Edwards            |       | Démocrate   |
| Maryland             | 5e district    | Steny Hoyer               |       | Démocrate   | Steny Hoyer              |       | Démocrate   |
| Maryland             | 6e district    | Roscoe Bartlett           |       | Républicain | Roscoe Bartlett          |       | Républicain |
| Maryland             | 7e district    | Elijah Cummings           |       | Démocrate   | Elijah Cummings          |       | Démocrate   |
| Maryland             | 8e district    | Chris Van Hollen          |       | Démocrate   | Chris Van Hollen         |       | Démocrate   |
| Massachusetts        | 1er district   | John Olver                |       | Démocrate   | John Olver               |       | Démocrate   |
| Massachusetts        | 2e district    | Richard Neal              |       | Démocrate   | Richard Neal             |       | Démocrate   |
| Massachusetts        | 3e district    | Jim McGovern              |       | Démocrate   | Jim McGovern             |       | Démocrate   |
| Massachusetts        | 4e district    | Barney Frank              |       | Démocrate   | Barney Frank             |       | Démocrate   |
| Massachusetts        | 5e district    | Niki Tsongas              |       | Démocrate   | Niki Tsongas             |       | Démocrate   |
| Massachusetts        | 6e district    | John F. Tierney           |       | Démocrate   | John F. Tierney          |       | Démocrate   |
| Massachusetts        | 7e district    | Ed Markey                 |       | Démocrate   | Ed Markey                |       | Démocrate   |
| Massachusetts        | 8e district    | Mike Capuano              |       | Démocrate   | Mike Capuano             |       | Démocrate   |
| Massachusetts        | 9e district    | Stephen Lynch             |       | Démocrate   | Stephen Lynch            |       | Démocrate   |
| Massachusetts        | 10e district   | Bill Delahunt             |       | Démocrate   | Bill Keating             |       | Démocrate   |
| Michigan             | 1er district   | Bart Stupak               |       | Démocrate   | Dan Benishek             |       | Républicain |
| Michigan             | 2e district    | Pete Hoekstra             |       | Républicain | Bill Huizenga            |       | Républicain |
| Michigan             | 3e district    | Vern Ehlers               |       | Républicain | Justin Amash             |       | Républicain |
| Michigan             | 4e district    | Dave Camp                 |       | Républicain | Dave Camp                |       | Républicain |
| Michigan             | 5e district    | Dale Kildee               |       | Démocrate   | Dale Kildee              |       | Démocrate   |
| Michigan             | 6e district    | Fred Upton                |       | Républicain | Fred Upton               |       | Républicain |
| Michigan             | 7e district    | Mark Schauer              |       | Démocrate   | Tim Walberg              |       | Républicain |
| Michigan             | 8e district    | Mike Rogers               |       | Républicain | Mike Rogers              |       | Républicain |
| Michigan             | 9e district    | Gary Peters               |       | Démocrate   | Gary Peters              |       | Démocrate   |
| Michigan             | 10e district   | Candice Miller            |       | Républicain | Candice Miller           |       | Républicain |
| Michigan             | 11e district   | Thad McCotter             |       | Républicain | Thad McCotter            |       | Républicain |
| Michigan             | 12e district   | Sander Levin              |       | Démocrate   | Sander Levin             |       | Démocrate   |
| Michigan             | 13e district   | Carolyn Kilpatrick        |       | Démocrate   | Hansen Clarke            |       | Démocrate   |
| Michigan             | 14e district   | John Conyers              |       | Démocrate   | John Conyers             |       | Démocrate   |
| Michigan             | 15e district   | John Dingell              |       | Démocrate   | John Dingell             |       | Démocrate   |
| Minnesota            | 1er district   | Tim Walz                  |       | Démocrate   | Tim Walz                 |       | Démocrate   |
| Minnesota            | 2e district    | John Kline                |       | Républicain | John Kline               |       | Républicain |
| Minnesota            | 3e district    | Erik Paulsen              |       | Républicain | Erik Paulsen             |       | Républicain |
| Minnesota            | 4e district    | Betty McCollum            |       | Démocrate   | Betty McCollum           |       | Démocrate   |
| Minnesota            | 5e district    | Keith Ellison             |       | Démocrate   | Keith Ellison            |       | Démocrate   |
| Minnesota            | 6e district    | Michele Bachmann          |       | Républicain | Michele Bachmann         |       | Républicain |
| Minnesota            | 7e district    | Collin Peterson           |       | Démocrate   | Collin Peterson          |       | Démocrate   |
| Minnesota            | 8e district    | James Oberstar            |       | Démocrate   | Chip Cravaack            |       | Républicain |
| Mississippi          | 1er district   | Travis Childers           |       | Démocrate   | Alan Nunnelee            |       | Républicain |
| Mississippi          | 2e district    | Bennie Thompson           |       | Démocrate   | Bennie Thompson          |       | Démocrate   |
| Mississippi          | 3e district    | Gregg Harper              |       | Républicain | Gregg Harper             |       | Républicain |
| Mississippi          | 4e district    | Gene Taylor               |       | Démocrate   | Steven Palazzo           |       | Républicain |
| Missouri             | 1er district   | Lacy Clay                 |       | Démocrate   | Lacy Clay                |       | Démocrate   |
| Missouri             | 2e district    | Todd Akin                 |       | Républicain | Todd Akin                |       | Républicain |
| Missouri             | 3e district    | Russ Carnahan             |       | Démocrate   | Russ Carnahan            |       | Démocrate   |
| Missouri             | 4e district    | Ike Skelton               |       | Démocrate   | Vicky Hartzler           |       | Républicain |
| Missouri             | 5e district    | Emanuel Cleaver           |       | Démocrate   | Emanuel Cleaver          |       | Démocrate   |
| Missouri             | 6e district    | Sam Graves                |       | Républicain | Sam Graves               |       | Républicain |
| Missouri             | 7e district    | Roy Blunt                 |       | Républicain | Billy Long               |       | Républicain |
| Missouri             | 8e district    | Jo Ann Emerson            |       | Républicain | Jo Ann Emerson           |       | Républicain |
| Missouri             | 9e district    | Blaine Luetkemeyer        |       | Républicain | Blaine Luetkemeyer       |       | Républicain |
| Montana              | District       | Denny Rehberg             |       | Républicain | Denny Rehberg            |       | Républicain |
| Nebraska             | 1er district   | Jeff Fortenberry          |       | Républicain | Jeff Fortenberry         |       | Républicain |
| Nebraska             | 2e district    | Lee Terry                 |       | Républicain | Lee Terry                |       | Républicain |
| Nebraska             | 3e district    | Adrian Smith              |       | Républicain | Adrian Smith             |       | Républicain |
| Nevada               | 1er district   | Shelley Berkley           |       | Démocrate   | Shelley Berkley          |       | Démocrate   |
| Nevada               | 2e district    | Dean Heller               |       | Républicain | Dean Heller              |       | Républicain |
| Nevada               | 3e district    | Dina Titus                |       | Démocrate   | Joe Heck                 |       | Républicain |
| New Hampshire        | 1er district   | Carol Shea-Porter         |       | Républicain | Frank Guinta             |       | Républicain |
| New Hampshire        | 2e district    | Paul Hodes                |       | Démocrate   | Charlie Bass             |       | Républicain |
| New Jersey           | 1er district   | Rob Andrews               |       | Démocrate   | Rob Andrews              |       | Démocrate   |
| New Jersey           | 2e district    | Frank LoBiondo            |       | Républicain | Frank LoBiondo           |       | Républicain |
| New Jersey           | 3e district    | John Adler                |       | Démocrate   | John Runyan              |       | Républicain |
| New Jersey           | 4e district    | Chris Smith               |       | Républicain | Chris Smith              |       | Républicain |
| New Jersey           | 5e district    | Scott Garrett             |       | Républicain | Scott Garrett            |       | Républicain |
| New Jersey           | 6e district    | Frank Pallone             |       | Démocrate   | Frank Pallone            |       | Démocrate   |
| New Jersey           | 7e district    | Leonard Lance             |       | Républicain | Leonard Lance            |       | Républicain |
| New Jersey           | 8e district    | Bill Pascrell             |       | Démocrate   | Bill Pascrell            |       | Démocrate   |
| New Jersey           | 9e district    | Steve Rothman             |       | Démocrate   | Steve Rothman            |       | Démocrate   |
| New Jersey           | 10e district   | Donald M. Payne           |       | Démocrate   | Donald M. Payne          |       | Démocrate   |
| New Jersey           | 11e district   | Rodney Frelinghuysen      |       | Républicain | Rodney Frelinghuysen     |       | Républicain |
| New Jersey           | 12e district   | Rush Holt                 |       | Démocrate   | Rush Holt                |       | Démocrate   |
| New Jersey           | 13e district   | Albio Sires               |       | Démocrate   | Albio Sires              |       | Démocrate   |
| New York             | 1er district   | Tim Bishop                |       | Démocrate   | Tim Bishop               |       | Démocrate   |
| New York             | 2e district    | Steve Israel              |       | Démocrate   | Steve Israel             |       | Démocrate   |
| New York             | 3e district    | Peter King                |       | Républicain | Peter King               |       | Républicain |
| New York             | 4e district    | Carolyn McCarthy          |       | Démocrate   | Carolyn McCarthy         |       | Démocrate   |
| New York             | 5e district    | Gary Ackerman             |       | Démocrate   | Gary Ackerman            |       | Démocrate   |
| New York             | 6e district    | Gregory Meeks             |       | Démocrate   | Gregory Meeks            |       | Démocrate   |
| New York             | 7e district    | Joseph Crowley            |       | Démocrate   | Joseph Crowley           |       | Démocrate   |
| New York             | 8e district    | Jerrold Nadler            |       | Démocrate   | Jerrold Nadler           |       | Démocrate   |
| New York             | 9e district    | Anthony Weiner            |       | Démocrate   | Anthony Weiner           |       | Démocrate   |
| New York             | 10e district   | Ed Towns                  |       | Démocrate   | Ed Towns                 |       | Démocrate   |
| New York             | 11e district   | Yvette Clarke             |       | Démocrate   | Yvette Clarke            |       | Démocrate   |
| New York             | 12e district   | Nydia Velázquez           |       | Démocrate   | Nydia Velázquez          |       | Démocrate   |
| New York             | 13e district   | Michael McMahon           |       | Démocrate   | Michael Grimm            |       | Républicain |
| New York             | 14e district   | Carolyn Maloney           |       | Démocrate   | Carolyn Maloney          |       | Démocrate   |
| New York             | 15e district   | Charles Rangel            |       | Démocrate   | Charles Rangel           |       | Démocrate   |
| New York             | 16e district   | José E. Serrano           |       | Démocrate   | José E. Serrano          |       | Démocrate   |
| New York             | 17e district   | Eliot Engel               |       | Démocrate   | Eliot Engel              |       | Démocrate   |
| New York             | 18e district   | Nita Lowey                |       | Démocrate   | Nita Lowey               |       | Démocrate   |
| New York             | 19e district   | John Hall                 |       | Démocrate   | Nan Hayworth             |       | Républicain |
| New York             | 20e district   | Scott Murphy              |       | Démocrate   | Chris Gibson             |       | Républicain |
| New York             | 21e district   | Paul Tonko                |       | Démocrate   | Paul Tonko               |       | Démocrate   |
| New York             | 22e district   | Maurice Hinchey           |       | Démocrate   | Maurice Hinchey          |       | Démocrate   |
| New York             | 23e district   | Bill Owens                |       | Démocrate   | Bill Owens               |       | Démocrate   |
| New York             | 24e district   | Mike Arcuri               |       | Démocrate   | Richard Hanna            |       | Républicain |
| New York             | 25e district   | Dan Maffei                |       | Démocrate   | Ann Marie Buerkle        |       | Républicain |
| New York             | 26e district   | Chris Lee                 |       | Républicain | Chris Lee                |       | Républicain |
| New York             | 27e district   | Brian Higgins             |       | Démocrate   | Brian Higgins            |       | Démocrate   |
| New York             | 28e district   | Louise Slaughter          |       | Démocrate   | Louise Slaughter         |       | Démocrate   |
| New York             | 29e district   | Vacant                    |       |             | Tom Reed                 |       | Républicain |
| Nouveau-Mexique      | 1er district   | Martin Heinrich           |       | Démocrate   | Martin Heinrich          |       | Démocrate   |
| Nouveau-Mexique      | 2e district    | Harry Teague              |       | Démocrate   | Steve Pearce             |       | Républicain |
| Nouveau-Mexique      | 3e district    | Ben Ray Luján             |       | Démocrate   | Ben Ray Luján            |       | Démocrate   |
| Ohio                 | 1er district   | Steve Driehaus            |       | Démocrate   | Steve Chabot             |       | Républicain |
| Ohio                 | 2e district    | Jean Schmidt              |       | Républicain | Jean Schmidt             |       | Républicain |
| Ohio                 | 3e district    | Mike Turner               |       | Républicain | Mike Turner              |       | Républicain |
| Ohio                 | 4e district    | Jim Jordan                |       | Républicain | Jim Jordan               |       | Républicain |
| Ohio                 | 5e district    | Bob Latta                 |       | Républicain | Bob Latta                |       | Républicain |
| Ohio                 | 6e district    | Charlie Wilson            |       | Démocrate   | Bill Johnson             |       | Républicain |
| Ohio                 | 7e district    | Steve Austria             |       | Républicain | Steve Austria            |       | Républicain |
| Ohio                 | 8e district    | John Boehner              |       | Républicain | John Boehner             |       | Républicain |
| Ohio                 | 9e district    | Marcy Kaptur              |       | Démocrate   | Marcy Kaptur             |       | Démocrate   |
| Ohio                 | 10e district   | Dennis Kucinich           |       | Démocrate   | Dennis Kucinich          |       | Démocrate   |
| Ohio                 | 11e district   | Marcia Fudge              |       | Démocrate   | Marcia Fudge             |       | Démocrate   |
| Ohio                 | 12e district   | Pat Tiberi                |       | Républicain | Pat Tiberi               |       | Républicain |
| Ohio                 | 13e district   | Betty Sutton              |       | Démocrate   | Betty Sutton             |       | Démocrate   |
| Ohio                 | 14e district   | Steve LaTourette          |       | Républicain | Steve LaTourette         |       | Républicain |
| Ohio                 | 15e district   | Mary Jo Kilroy            |       | Démocrate   | Steve Stivers            |       | Républicain |
| Ohio                 | 16e district   | John Boccieri             |       | Démocrate   | Jim Renacci              |       | Républicain |
| Ohio                 | 17e district   | Tim Ryan                  |       | Démocrate   | Tim Ryan                 |       | Démocrate   |
| Ohio                 | 18e district   | Zack Space                |       | Démocrate   | Bob Gibbs                |       | Républicain |
| Oklahoma             | 1er district   | John Sullivan             |       | Républicain | John Sullivan            |       | Républicain |
| Oklahoma             | 2e district    | Dan Boren                 |       | Démocrate   | Dan Boren                |       | Démocrate   |
| Oklahoma             | 3e district    | Frank Lucas               |       | Républicain | Frank Lucas              |       | Républicain |
| Oklahoma             | 4e district    | Tom Cole                  |       | Républicain | Tom Cole                 |       | Républicain |
| Oklahoma             | 5e district    | Mary Fallin               |       | Républicain | James Lankford           |       | Républicain |
| Oregon               | 1er district   | David Wu                  |       | Démocrate   | David Wu                 |       | Démocrate   |
| Oregon               | 2e district    | Greg Walden               |       | Républicain | Greg Walden              |       | Républicain |
| Oregon               | 3e district    | Earl Blumenauer           |       | Démocrate   | Earl Blumenauer          |       | Démocrate   |
| Oregon               | 4e district    | Peter DeFazio             |       | Démocrate   | Peter DeFazio            |       | Démocrate   |
| Oregon               | 5e district    | Kurt Schrader             |       | Démocrate   | Kurt Schrader            |       | Démocrate   |
| Pennsylvanie         | 1er district   | Bob Brady                 |       | Démocrate   | Bob Brady                |       | Démocrate   |
| Pennsylvanie         | 2e district    | Chaka Fattah              |       | Démocrate   | Chaka Fattah             |       | Démocrate   |
| Pennsylvanie         | 3e district    | Kathy Dahlkemper          |       | Démocrate   | Mike Kelly               |       | Républicain |
| Pennsylvanie         | 4e district    | Jason Altmire             |       | Démocrate   | Jason Altmire            |       | Démocrate   |
| Pennsylvanie         | 5e district    | Glenn Thompson            |       | Républicain | Glenn Thompson           |       | Républicain |
| Pennsylvanie         | 6e district    | Jim Gerlach               |       | Républicain | Jim Gerlach              |       | Républicain |
| Pennsylvanie         | 7e district    | Joe Sestak                |       | Démocrate   | Pat Meehan               |       | Républicain |
| Pennsylvanie         | 8e district    | Patrick Murphy            |       | Démocrate   | Mike Fitzpatrick         |       | Républicain |
| Pennsylvanie         | 9e district    | Bill Shuster              |       | Républicain | Bill Shuster             |       | Républicain |
| Pennsylvanie         | 10e district   | Chris Carney              |       | Démocrate   | Tom Marino               |       | Républicain |
| Pennsylvanie         | 11e district   | Paul Kanjorski            |       | Démocrate   | Lou Barletta             |       | Républicain |
| Pennsylvanie         | 12e district   | Mark Critz                |       | Démocrate   | Mark Critz               |       | Démocrate   |
| Pennsylvanie         | 13e district   | Allyson Schwartz          |       | Démocrate   | Allyson Schwartz         |       | Démocrate   |
| Pennsylvanie         | 14e district   | Mike Doyle                |       | Démocrate   | Mike Doyle               |       | Démocrate   |
| Pennsylvanie         | 15e district   | Charlie Dent              |       | Républicain | Charlie Dent             |       | Républicain |
| Pennsylvanie         | 16e district   | Joe Pitts                 |       | Républicain | Joe Pitts                |       | Républicain |
| Pennsylvanie         | 17e district   | Tim Holden                |       | Démocrate   | Tim Holden               |       | Démocrate   |
| Pennsylvanie         | 18e district   | Tim Murphy                |       | Républicain | Tim Murphy               |       | Républicain |
| Pennsylvanie         | 19e district   | Todd Platts               |       | Républicain | Todd Platts              |       | Républicain |
| Rhode Island         | 1er district   | Patrick J. Kennedy        |       | Démocrate   | David Cicilline          |       | Démocrate   |
| Rhode Island         | 2e district    | James Langevin            |       | Démocrate   | James Langevin           |       | Démocrate   |
| Utah                 | 1er district   | Rob Bishop                |       | Républicain | Rob Bishop               |       | Républicain |
| Utah                 | 2e district    | Jim Matheson              |       | Démocrate   | Jim Matheson             |       | Démocrate   |
| Utah                 | 3e district    | Jason Chaffetz            |       | Républicain | Jason Chaffetz           |       | Républicain |
| Tennessee            | 1er district   | Phil Roe                  |       | Républicain | Phil Roe                 |       | Républicain |
| Tennessee            | 2e district    | Jimmy Duncan              |       | Républicain | Jimmy Duncan             |       | Républicain |
| Tennessee            | 3e district    | Zach Wamp                 |       | Républicain | Chuck Fleischmann        |       | Républicain |
| Tennessee            | 4e district    | Lincoln Davis             |       | Démocrate   | Scott DesJarlais         |       | Républicain |
| Tennessee            | 5e district    | Jim Cooper                |       | Démocrate   | Jim Cooper               |       | Démocrate   |
| Tennessee            | 6e district    | Bart Gordon               |       | Démocrate   | Diane Black              |       | Républicain |
| Tennessee            | 7e district    | Marsha Blackburn          |       | Républicain | Marsha Blackburn         |       | Républicain |
| Tennessee            | 8e district    | John Tanner               |       | Démocrate   | Stephen Fincher          |       | Républicain |
| Tennessee            | 9e district    | Steve Cohen               |       | Démocrate   | Steve Cohen              |       | Démocrate   |
| Texas                | 1er district   | Louie Gohmert             |       | Républicain | Louie Gohmert            |       | Républicain |
| Texas                | 2e district    | Ted Poe                   |       | Républicain | Ted Poe                  |       | Républicain |
| Texas                | 3e district    | Sam Johnson               |       | Républicain | Sam Johnson              |       | Républicain |
| Texas                | 4e district    | Ralph Hall                |       | Républicain | Ralph Hall               |       | Républicain |
| Texas                | 5e district    | Jeb Hensarling            |       | Républicain | Jeb Hensarling           |       | Républicain |
| Texas                | 6e district    | Joe Barton                |       | Républicain | Joe Barton               |       | Républicain |
| Texas                | 7e district    | John Culberson            |       | Républicain | John Culberson           |       | Républicain |
| Texas                | 8e district    | Kevin Brady               |       | Républicain | Kevin Brady              |       | Républicain |
| Texas                | 9e district    | Al Green                  |       | Démocrate   | Al Green                 |       | Démocrate   |
| Texas                | 10e district   | Michael McCaul            |       | Républicain | Michael McCaul           |       | Républicain |
| Texas                | 11e district   | Mike Conaway              |       | Républicain | Mike Conaway             |       | Républicain |
| Texas                | 12e district   | Kay Granger               |       | Républicain | Kay Granger              |       | Républicain |
| Texas                | 13e district   | Mac Thornberry            |       | Républicain | Mac Thornberry           |       | Républicain |
| Texas                | 14e district   | Ron Paul                  |       | Républicain | Ron Paul                 |       | Républicain |
| Texas                | 15e district   | Rubén Hinojosa            |       | Démocrate   | Rubén Hinojosa           |       | Démocrate   |
| Texas                | 16e district   | Silvestre Reyes           |       | Démocrate   | Silvestre Reyes          |       | Démocrate   |
| Texas                | 17e district   | Chet Edwards              |       | Démocrate   | Bill Flores              |       | Républicain |
| Texas                | 18e district   | Sheila Jackson Lee        |       | Démocrate   | Sheila Jackson Lee       |       | Démocrate   |
| Texas                | 19e district   | Randy Neugebauer          |       | Républicain | Randy Neugebauer         |       | Républicain |
| Texas                | 20e district   | Charlie Gonzalez          |       | Démocrate   | Charlie Gonzalez         |       | Démocrate   |
| Texas                | 21e district   | Lamar Smith               |       | Républicain | Lamar Smith              |       | Républicain |
| Texas                | 22e district   | Pete Olson                |       | Républicain | Pete Olson               |       | Républicain |
| Texas                | 23e district   | Ciro Rodriguez            |       | Démocrate   | Quico Canseco            |       | Républicain |
| Texas                | 24e district   | Kenny Marchant            |       | Républicain | Kenny Marchant           |       | Républicain |
| Texas                | 25e district   | Lloyd Doggett             |       | Démocrate   | Lloyd Doggett            |       | Démocrate   |
| Texas                | 26e district   | Michael Burgess           |       | Républicain | Michael Burgess          |       | Républicain |
| Texas                | 27e district   | Solomon Ortiz             |       | Démocrate   | Blake Farenthold         |       | Républicain |
| Texas                | 28e district   | Henry Cuellar             |       | Démocrate   | Henry Cuellar            |       | Démocrate   |
| Texas                | 29e district   | Gene Green                |       | Démocrate   | Gene Green               |       | Démocrate   |
| Texas                | 30e district   | Eddie Bernice Johnson     |       | Démocrate   | Eddie Bernice Johnson    |       | Démocrate   |
| Texas                | 31e district   | John Carter               |       | Républicain | John Carter              |       | Républicain |
| Texas                | 32e district   | Pete Sessions             |       | Républicain | Pete Sessions            |       | Républicain |
| Vermont              | District       | Peter Welch               |       | Démocrate   | Peter Welch              |       | Démocrate   |
| Virginie             | 1er district   | Rob Wittman               |       | Républicain | Rob Wittman              |       | Républicain |
| Virginie             | 2e district    | Glenn Nye                 |       | Démocrate   | Scott Rigell             |       | Républicain |
| Virginie             | 3e district    | Bobby Scott               |       | Démocrate   | Bobby Scott              |       | Démocrate   |
| Virginie             | 4e district    | Randy Forbes              |       | Républicain | Randy Forbes             |       | Républicain |
| Virginie             | 5e district    | Tom Perriello             |       | Démocrate   | Robert Hurt              |       | Républicain |
| Virginie             | 6e district    | Bob Goodlatte             |       | Républicain | Bob Goodlatte            |       | Républicain |
| Virginie             | 7e district    | Eric Cantor               |       | Républicain | Eric Cantor              |       | Républicain |
| Virginie             | 8e district    | Jim Moran                 |       | Démocrate   | Jim Moran                |       | Démocrate   |
| Virginie             | 9e district    | Rick Boucher              |       | Démocrate   | Morgan Griffith          |       | Républicain |
| Virginie             | 10e district   | Frank Wolf                |       | Républicain | Frank Wolf               |       | Républicain |
| Virginie             | 11e district   | Gerry Connolly            |       | Démocrate   | Gerry Connolly           |       | Démocrate   |
| Virginie-Occidentale | 1er district   | Alan Mollohan             |       | Démocrate   | David McKinley           |       | Républicain |
| Virginie-Occidentale | 2e district    | Shelley Capito            |       | Républicain | Shelley Capito           |       | Républicain |
| Virginie-Occidentale | 3e district    | Nick Rahall               |       | Démocrate   | Nick Rahall              |       | Démocrate   |
| Washington           | 1er district   | Jay Inslee                |       | Démocrate   | Jay Inslee               |       | Démocrate   |
| Washington           | 2e district    | Rick Larsen               |       | Démocrate   | Rick Larsen              |       | Démocrate   |
| Washington           | 3e district    | Brian Baird               |       | Démocrate   | Jaime Herrera            |       | Républicain |
| Washington           | 4e district    | Doc Hastings              |       | Républicain | Doc Hastings             |       | Républicain |
| Washington           | 5e district    | Cathy McMorris Rodgers    |       | Républicain | Cathy McMorris Rodgers   |       | Républicain |
| Washington           | 6e district    | Norm Dicks                |       | Démocrate   | Norm Dicks               |       | Démocrate   |
| Washington           | 7e district    | Jim McDermott             |       | Démocrate   | Jim McDermott            |       | Démocrate   |
| Washington           | 8e district    | Dave Reichert             |       | Républicain | Dave Reichert            |       | Républicain |
| Washington           | 9e district    | Adam Smith                |       | Démocrate   | Adam Smith               |       | Démocrate   |
| Wisconsin            | 1er district   | Paul Ryan                 |       | Républicain | Paul Ryan                |       | Républicain |
| Wisconsin            | 2e district    | Tammy Baldwin             |       | Démocrate   | Tammy Baldwin            |       | Démocrate   |
| Wisconsin            | 3e district    | Ron Kind                  |       | Démocrate   | Ron Kind                 |       | Démocrate   |
| Wisconsin            | 4e district    | Gwen Moore                |       | Démocrate   | Gwen Moore               |       | Démocrate   |
| Wisconsin            | 5e district    | Jim Sensenbrenner         |       | Républicain | Jim Sensenbrenner        |       | Républicain |
| Wisconsin            | 6e district    | Tom Petri                 |       | Républicain | Tom Petri                |       | Républicain |
| Wisconsin            | 7e district    | Dave Obey                 |       | Démocrate   | Sean Duffy               |       | Républicain |
| Wisconsin            | 8e district    | Steve Kagen               |       | Démocrate   | Reid Ribble              |       | Républicain |
| Wyoming              | District       | Cynthia Lummis            |       | Républicain | Cynthia Lummis           |       | Républicain |